# ويلهلم فينكلر
ويلهلم فينكلر (بالألمانية: Wilhelm Winkler)‏ هو مؤلف نمساوي، ولد في 29 يونيو 1884 في براغ في التشيك، وتوفي في 3 سبتمبر 1984 في فيينا في النمسا.